# Yalavanc
Yalavanc är en ort i Azerbajdzjan.   Den ligger i distriktet Quba Rayonu, i den nordöstra delen av landet, 120 km nordväst om huvudstaden Baku. Antalet invånare är 245.
Terrängen runt Yalavanc är huvudsakligen platt, men åt sydväst är den kuperad. Närmaste större samhälle är Divichibazar, 8,8 km väster om Yalavanc.
Omgivningarna runt Yalavanc är i huvudsak ett öppet busklandskap.